# Ravelsbach (Schmida)
Der Ravelsbach ist ein rechter Zufluss zur Schmida bei Hollenstein in Niederösterreich.
Der Ravelsbach quellt aus den Hängen und Fluren westlich von Baierdorf, fließt auf den Ort zu und weiter nach Oberravelsbach, wo linksseitig der nordwestlich von Grübern entspringende Tiefenbach zufließt. In Ravelsbach mündet als linker Zubringer der Haselbach ein, der zusammen mit dem einfließenden Veiglgraben die Fluren südlich von Maissau entwässert, und in Gaindorf mündet der aus Parisdorf zufließende Parisbach in den Ravelsbach. Der Parisbach wird nördlich von Parisdorf auch Weitenbach genannt und entspringt nördlich von Maissau. Nach Gaindorf passiert der Ravelsbach die Orte Minichhofen und Gettsdorf, um in Hollenstein rechtsseitig in die Schmida zu münden. Sein Einzugsgebiet umfasst 34,1 km² in größtenteils offener Landschaft. An den Talhängen auch mancher Zuflüsse steht nicht selten Wald.